# ۹۶۰ (خورشیدی)
۹۶۰ نهصد و شصتمین سال هجری خورشیدی است.

## درگذشتگان
- میرزا ابراهیم اصفهانی  از خوشنویسان و ادیبان سده دهم هجری